# Jelita III
Jelita III (Jelita odmienne IV, Łapczyński) – polski herb szlachecki, odmiana herbu Jelita, z nobilitacji.

## Opis herbu
Opis zgodnie z klasycznymi regułami blazonowania:
W polu błękitnym trzy kopie złote – dwie w krzyż skośny i trzecia na opak, na nich.
Klejnot: ramię zbrojne w szablę.
Labry: błękitne, podbite złotem.

## Najwcześniejsze wzmianki
Nadany 20 listopada 1581 drukarzowi Walentemu Łapczyńskiemu. Herb powstał z adopcji do herbu Jelita, dokonanej za zasługi w wojnach z Gdańskiem i Moskwą.

## Herbowni
Lapczyński, Łapczeński, Łapczyński, Śliwicki.